# تسجيلات سي بي إس
تسجيلات سي بي إس (بالإنجليزية: CBS Records)‏ ، هي شركة تابعة لمجموعة سي بي إس الإعلامية الأمريكية، أسست عام 2006م، وتقع مقرها الرئيسي في مدينة لوس أنجلوس بولاية كاليفورنيا الأمريكية.

## وصلات خارجية
- Official website
- News release about the establishment of the new CBS Records
- Christman, Ed (15 ديسمبر 2006). "CBS Records Relaunching With Eye On Synergy". Billboard. مؤرشف من الأصل في 2015-09-25.